# 樂明明
樂明明（1989年7月12日—），台灣女藝人、演員。因為CUXI華麗機車廣告的公主形象被關注，之後被找來擔任陳柏霖代言的新廣告的女主角。

## 電影
- 《偷偷跟你說》
- 《極光之愛》 飾演 王曉燕（王曉鳳妹妹），腦瘤患者。

## 人生劇展
- 公視人生劇展《醒來》[1]

## 微電影
- 《正好遇見你》

## 廣告
- 亞太電信-點亮篇
- CUXI-華麗1824特仕版
- 麥當勞週一早餐免費咖啡
- 黑松FIN-賞螢篇
- 康師傅礦泉水中國區廣告宣傳片

## MV
- 火星熊
- 八三夭-最後的結局
- 林宥嘉-越反越愛
- 鄧養天-不流淚
- 陳威全-不做壞人很久了
- Fuying & Sam-可不可以你也剛好喜歡我

## 代言
- FAUNO戲劇特效化妝工作室 形象代言人

## 外部連結
- 樂明明 Miing的Facebook專頁
- 樂明明的Instagram帳戶
- 樂明明在香港影庫上的簡介